# Iglesia de San Pedro (Valdunquillo)
La iglesia de San Pedro, en el pasado convento de Nuestra Señora de la Merced Descalza, es la parroquia de la localidad de Valdunquillo, en la provincia de Valladolid (España). El edificio fue comenzado en el año 1607, mientras que la iglesia propiamente, construida en ladrillo, es obra del siglo XVIII. Consta de una sola nave con capillas laterales entre contrafuertes. Su cubrición se realiza mediante una bóveda de cañón con lunetos en la nave, cerrándose las capillas laterales con bóvedas de arista. En el crucero y sobre pechinas se alza una cúpula. 
En la fachada, construida en ladrillo a excepción de su portada, se disponen dos espadañas de un solo cuerpo. Por su clasicismo, el diseño de toda la iglesia puede corresponder a algún fraile arquitecto de la orden y podría recordarse a este respecto que en 1767 vivía en el convento el fraile Martín de Santa Bárbara.

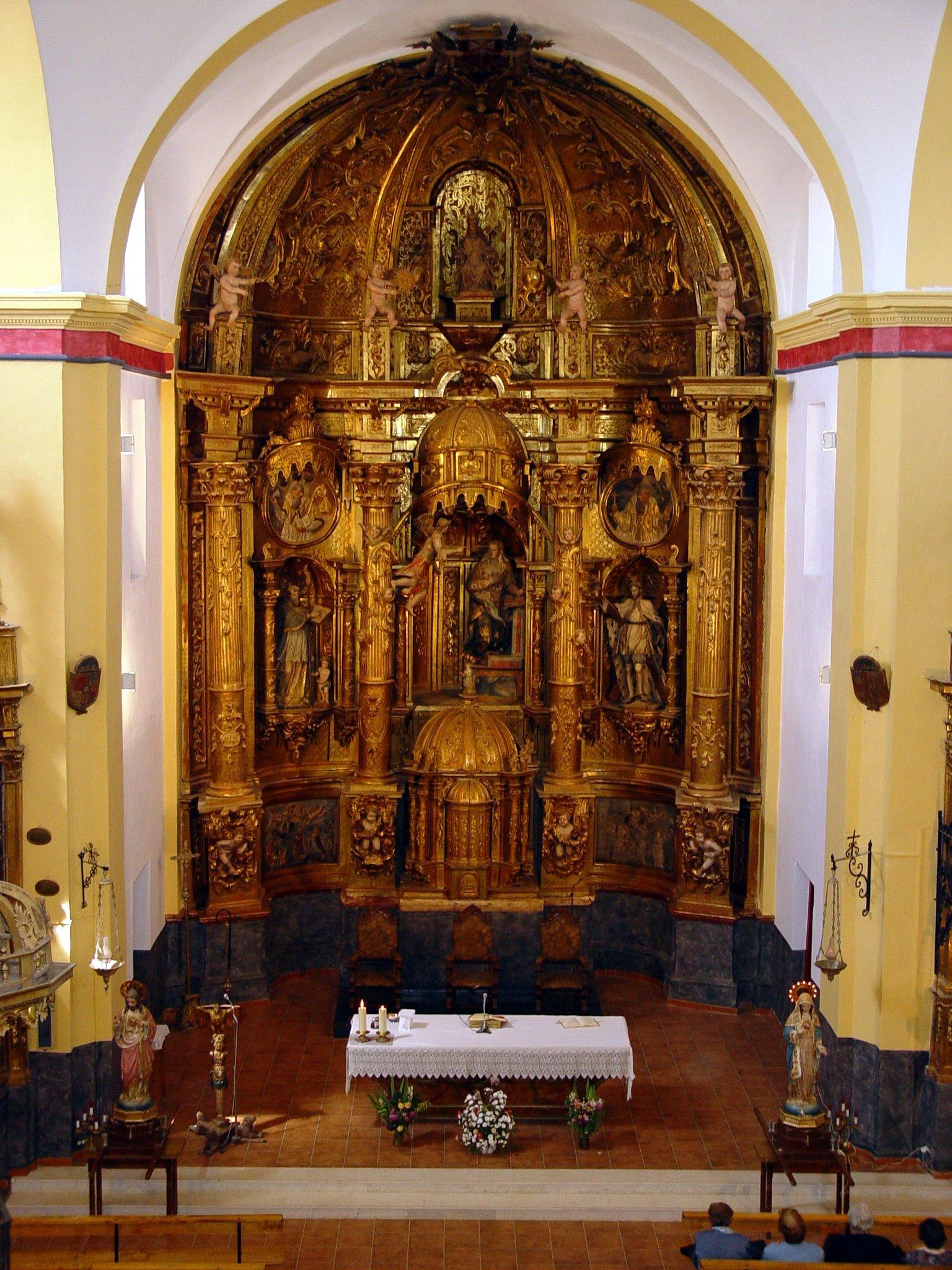
El altar del Convento de la Merced
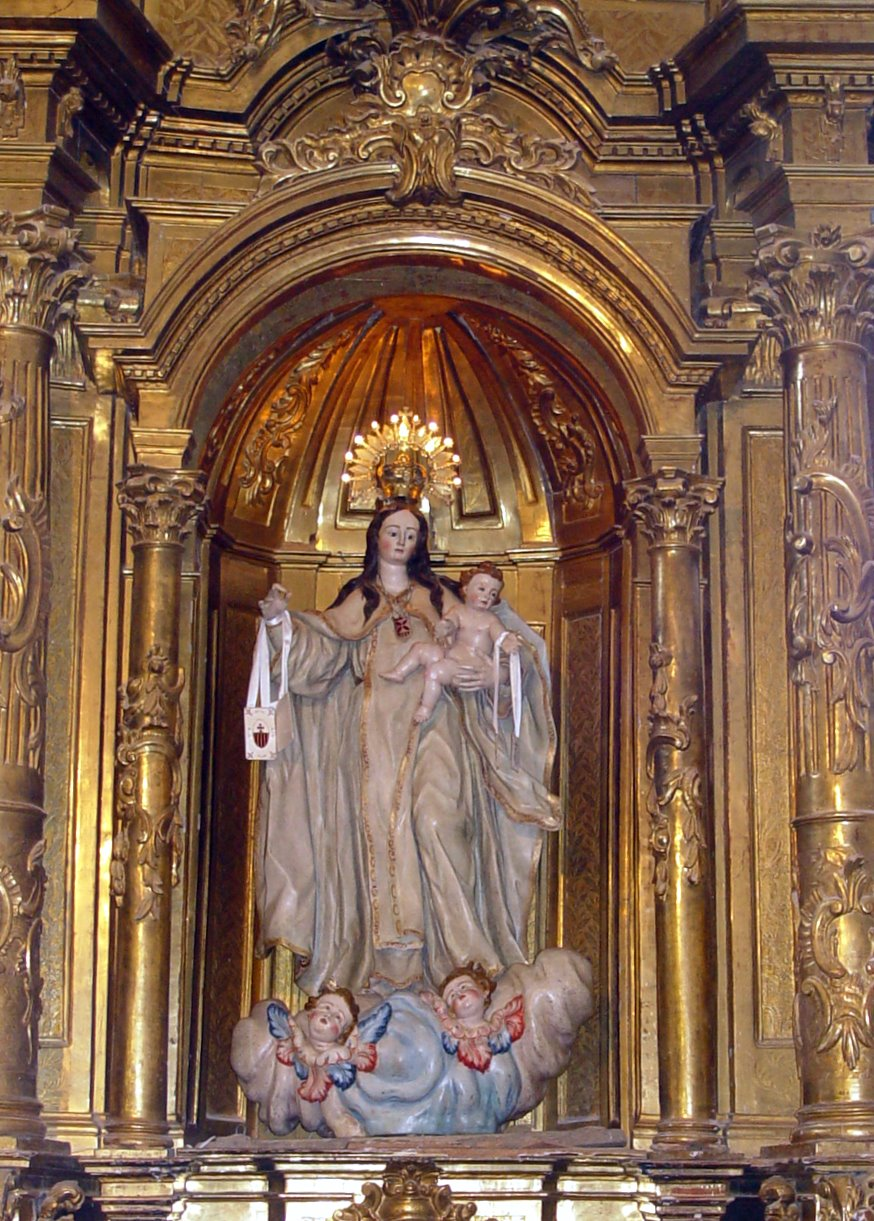
Nuestra Señora de la Merced, patrona del Convento de la Merced